# Justicia chiengmaiensis
Justicia chiengmaiensis är en akantusväxtart som först beskrevs av Cornelis Eliza Bertus Bremekamp, och fick sitt nu gällande namn av V.A.W. Graham. Justicia chiengmaiensis ingår i släktet Justicia och familjen akantusväxter. Inga underarter finns listade i Catalogue of Life.